# Joseph-Arsène Bonnier
Pour les articles homonymes, voir Bonnier.
Joseph-Arsène Bonnier (25 novembre 1879-20 août 1962 à l'âge de 82 ans) est un entrepreneur et homme politique fédéral du Québec.

## Biographie
Né à Saint-Urbain, J.-A. Bonnier devient d'abord conseiller municipal de la ville de Montréal de 1936 à 1942. En 1938, il fut élu député libéral de la circonscription de Saint-Henri à la faveur d'une élection partielle déclenchée après la démission du député Paul Mercier. Réélu en 1940, 1945, 1949, 1953 et en 1957, il ne se représente pas en 1958.